# Музей Фаины Раневской
Музей Фаины Раневской — музей русской актрисы Фаины Раневской, планирующийся к открытию в Таганроге с 1987 года. Последний раз о создании музея объявлялось в 2023 году с планируемой датой открытия в 2028.

## История открытия музея
Впервые речь об открытии в Таганроге музея Фаины Раневской завёл в 1987 году Иннокентий Смоктуновский, прибывший в Таганрог для исполнения главной роли в спектакле «Иванов» Таганрогского драматического театра. 
С тех пор мысль о создании музея актрисы более всего волновала одного из жильцов дома, в котором родилась Раневская, профессора Таганрогского радиотехнического института Николая Заграя. В этом старинном особняке по адресу ул. Фрунзе, 10 (бывшая ул. Николаевская, 12), на втором этаже, на месте зала и детской семейства Гирши Фельдмана, находилась квартира профессора. Сохранив интерьеры квартиры, фактически Николай Заграй стал инициатором и хранителем несуществующего музея Раневской. Профессор отреставрировал камин и мраморную печь, неоднократно красил массивные рамы, у парадной лестницы в подъезде повесил портрет Раневской, а на фасаде — мемориальную доску. В книге посетителей, которую он завёл, сохранились отзывы Ангелины Степановой, Иннокентия Смоктуновского, Сергея Юрского, Ии Саввиной и многих других. Весть о частном музее Раневской докатилась до США, откуда в 1997 году приезжал пожилой племянник Фаины Георгиевны, родившийся в этом доме незадолго до революции. Купить дом Раневских намеревался певец Сергей Пенкин, но Заграй ему отказал, считая, что дом должен принадлежать государству.
В 2008 году квартира Николая Заграя была приобретена по просьбе мэра Таганрога Н. Федянина бизнесменом-строителем Арменом Егиазаряном с целью дальнейшей передачи на баланс муниципалитета.
Проект музея был утверждён в 2011 году. Согласно проекту, в нём можно будет увидеть личные вещи Раневской, театральные афиши, фотокадры с фрагментами самых ярких спектаклей и кинофильмов. Планировалось открыть музей в 2012 году.
В январе 2012 года стало известно, что муниципалитет планирует объединить грядущий музей Фаины Раневской с музейно-досуговым центром «Петровские казармы» и мемориальной комнатой Александра I. Именоваться этот странный симбиоз будет как «Таганрогский музейный комплекс». В 2012 году на проектно-сметную документацию для реставрации музейного комплекса запланировано пять миллионов рублей, еще четыре миллиона — на экспозицию и оборудование.
В декабре 2013 года стало известно, что у неоткрывшегося музея уже есть директор. И основной проблемой музея он назвал отсутствие средств на приобретение квартир, расположенных в доме Фельдмана по соседству с музейными помещениями.
В августе 2015 года, в рамках празднования дня рождения актрисы, музей в Таганроге опять не был открыт. Городские власти ограничились передвижной выставкой из фондов Таганрогского музея-заповедника, кинопоказами и открытием «театральной тумбы „У дома Раневской“». Также была устроена продажа сувениров «с направлением средств в „Фонд музея Раневской“».
В июне 2016 года губернатор Ростовской области Василий Голубев в ходе визита в Таганрог обсуждал вопросы развития Донской культуры в преддверии проведения финала чемпионата мира по футболу 2018 года. Среди прочего губернатор упомянул и будущий музей Фаины Раневской, который откроется «в ближайшее время».
В августе 2016 года, в рамках празднования 120-го дня рождения актрисы, музей в Таганроге опять не был открыт в очередной раз. Приехавший с цветами к памятнику Раневской известный поп-музыкант Рома Зверь напомнил властям Таганрога, что они обещали открыть в доме Раневской музей несколько лет назад. Чуть позже Рома Зверь написал в своём Instagram: «Давайте уже открывайте музей, а то стыдно как-то».
В 2016 и 2017 годах из дома Раневской выехали последние жители, средства для приобретения квартир у которых предоставил Фонд донского миллиардера Ивана Саввиди. Всего Фондом Саввиди было выкуплено восемь квартир. Этот же Фонд профинансировал создание проектно-сметной документации для реставрации здания музея. К ремонтно-реставрационным работам на август 2019 года ещё не приступали.
В декабре 2021 года с оригинальной идеей создать в Таганроге музей Раневской выступил перед министром культуры Ольгой Любимовой руководитель Федерального агентства по делам национальностей Игорь Баринов.
В апреле 2022 года стало известно, что к «процессу открытия» музея решило присоединиться и федеральное учреждение — ФГБУ «Дом народов России». Руководитель «Дома народов России» заявила прессе: «Федеральные структуры нацелены на то, чтобы создать совершенно новое, уникальное пространство и показать музей как технологическое мультимедийное пространство с возможностью погрузиться в историю одной личности как историю целой культуры многонационального народа нашей страны».
В октябре 2023 года Депутаты Законодательного собрания Ростовской области приняли изменения в областной бюджет на 2023 год и на плановый период 2024 и 2025 годов, согласно которым на создание музея Раневской выделено 108 миллионов рублей. Председатель ЗСРО Александр Ищенко назвал создание музея Раневской «значимым и долгожданным решением» и подчеркнул, что уже решены вопросы имущественного характера, и уже можно начинать создавать музей. По данным областного министерства культуры, музей планируется открыть для публики в 2028 году.

## Интересные факты
- Пресса неоднократно сообщала об открытии в таганрогском доме по адресу ул. Фрунзе, 10 музея Фаины Раневской, но все эти сообщения неизменно оказывались «утками»[28][29][30][31].
- Одним из мешающих факторов для открытия Музея Фаины Раневской был 150-летний юбилей со дня рождения Антона Павловича Чехова, поскольку городская администрация в 2010 году на организацию юбилейных мероприятий «направила сейчас все силы»[8].
- При подведении журналом «Театрал» итогов 2013 года «неоткрытие» в этом году музея Раневской в Таганроге заслужило победу в номинации «Беспамятство года»[32].

## Цитаты
- «На наших глазах погибает дом великой актрисы — человека, который олицетворял целую эпоху и в театре, и в кино. Её знает весь мир, и Таганрог (как родина Чехова) не имеет права о ней забывать. Нельзя превозносить великого писателя (там множество чеховских музеев) и на этом фоне растоптать память не менее великой актрисы. Это абсурд. И то, что волокита по созданию музея длится уже третье десятилетие — это просто позор и безобразие. Пора наконец-то сдвинуть этот вопрос с мертвой точки. Дело достойное, доброе и, в конце концов, престижное. Потому что выиграет не только город, но и российская культура. Думаю, пора собрать документы и направить в министерство культуры РФ: я верю, что они помогут»[13] — Марк Розовский, 2013.
- «Наверняка, если б было огромное желание, власти нашли бы выход. Начнём с того, что в Донском регионе 9 миллиардеров. Миллионеров сотни. Сложно поверить, что ни один не согласился бы помочь. Да и с соседями наверняка можно поторговаться о цене. Наконец, можно было бы продумать какие-то другие варианты — открывать музей в удобное для соседей время и пр. Вместо этого звучат отговорки»[33] — Александр Кожин, 2015.

## Директора музея
- с 2013 по настоящее время — С. В. Дробный[13]